# Interno di harem con odalisca
Interno di harem con odalisca, suonatrice e guardiano, abbreviato in Interno di harem con odalisca e anche noto come L'odalisca e la schiava (L'Odalisque à l'esclave), è un dipinto a olio su tela realizzato da Jean-Auguste-Dominique Ingres con l'aiuto di Hippolyte Flandrin e Paul Flandrin. L'opera venne realizzata nel 1842 ed oggi è esposta al Walters Art Museum di Baltimora.

## Storia

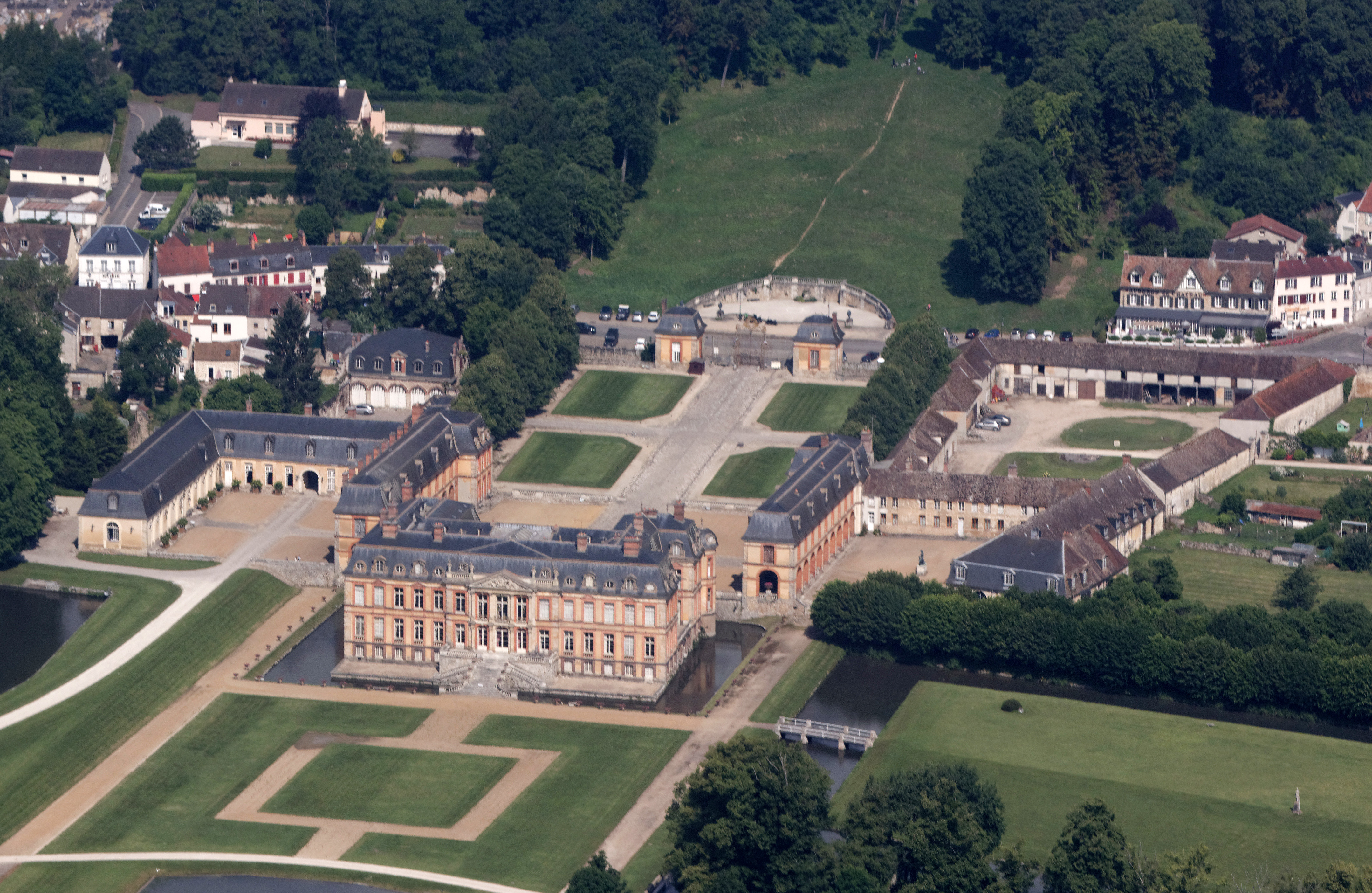
Vista aerea del castello di Dampierre e dei suoi giardini. Fu qui che Ingres e i Flandrin dipinsero il quadro.

Tra il 1839 e il 1840, durante il suo secondo soggiorno a Roma, Jean-Auguste-Dominique Ingres realizzò il dipinto Odalisca con schiava, che fu spedito a Parigi e venne ben accolto dai critici della capitale francese. Poco tempo dopo, il re Guglielmo I di Württemberg commissionò al pittore una replica dell'opera, la quale venne realizzata al castello di Dampierre, di proprietà del duca di Luynes.
Per questa replica del dipinto originale Dominique Ingres si fece aiutare dai suoi allievi Hippolyte e Paul Flandrin: quest'ultimo in una lettera indirizzata a un certo signor Momméja, poi pubblicata in un articolo di giornale nel 1890, affermò che fu lui a dipingere la maggior parte della tela, mentre Ingres si sarebbe occupato dei ritocchi finali.
Dopo vari passaggi di proprietà, nel 1943 il dipinto venne lasciato al museo baltimoriano, dove si trova tuttora.

## Descrizione

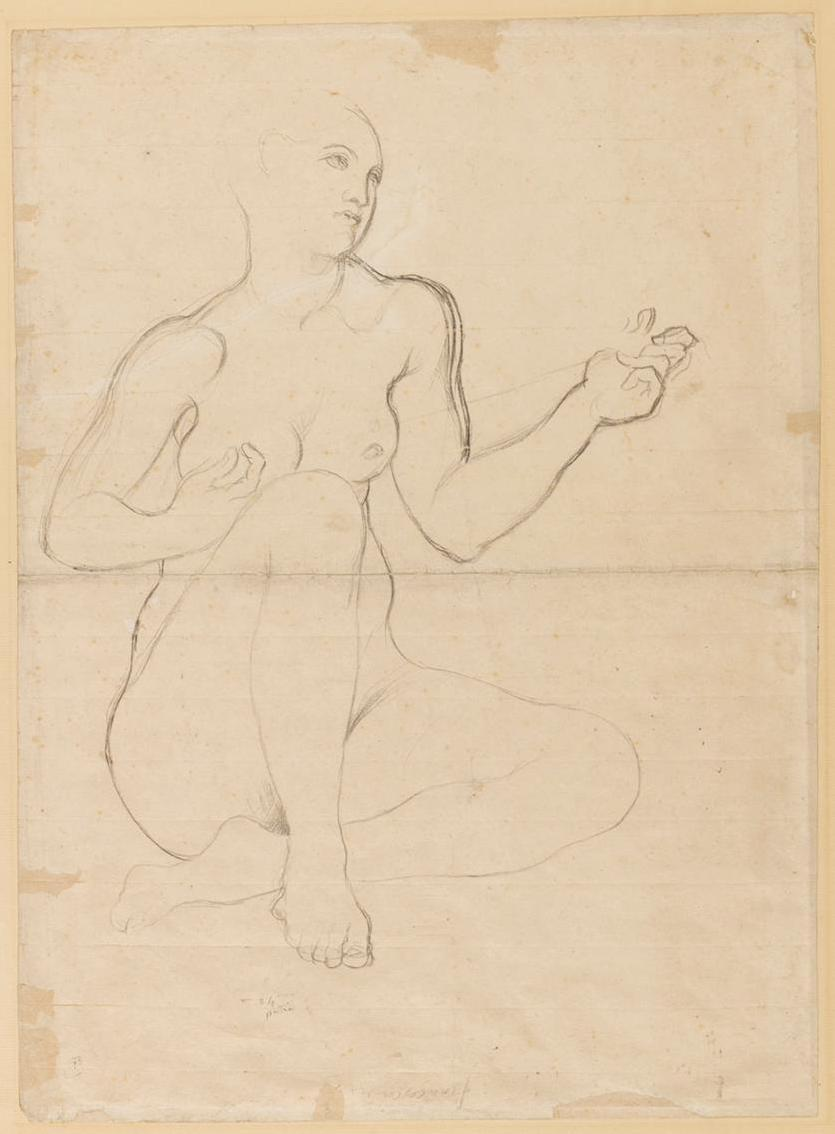
Uno studio di nudo per la musicista, conservato al museo Ingres.

Come l'opera originale del 1839-1840, questo dipinto ambientato in un harem raffigura un'odalisca bionda e dalla pelle chiara (forse una donna circassa) insieme a una schiava che suona uno strumento musicale, un tanbur o un dutar, mentre un guardiano dalla pelle scura si trova in secondo piano. L'odalisca è sdraiata su un pavimento grigiastro e poggia la testa su dei cuscini. Lo sfondo, rispetto al dipinto originario dove c'era un muro, è costituito da un giardino ispirato a quello presente nel castello di Dampierre. Nel giardino è presente uno specchio d'acqua e si intravedono alcune persone in lontananza.
A differenza del suo contemporaneo Eugène Delacroix, autore del dipinto Le donne di Algeri, Ingres non visitò mai un vero harem, pertanto la scena rappresentata è frutto della percezione stereotipata e distorta del mondo orientale da parte degli europei dell'epoca.
In una lettera dell'artista scritta nel 1840 egli affermò che la composizione dell'opera originale derivava da disegni realizzati "in assenza di un modello dal vivo" (en l’absence du modèle vivant): la posizione dell'odalisca nei due dipinti, infatti, riprende quella del soggetto de La dormiente di Napoli, una tela dipinta da Ingres nel 1809 e andata perduta nel 1815. Ingres riprese questi abbozzi per La dormiente di Napoli e ne realizzò di nuovi per la figura della suonatrice, partendo da una modella nuda. Nove schizzi della schiava musicista si trovano al museo Ingres di Montauban, mentre uno è conservato al British Museum londinese.
L'opera, assieme alla Venere di Urbino di Tiziano e alla Grande odalisca dello stesso Ingres, potrebbe essere stata una delle fonti di ispirazione per il dipinto Olympia di Édouard Manet, realizzato nel 1863.